# Nikolaj Kuksenkov
Nikolaj Jul'evič Kuksenkov (in russo Николай Юльевич Куксенков?, in ucraino Микола Юлійович Куксенков?, Mykola Julijovyč Kuksenkov; Kiev, 2 giugno 1989) è un ex ginnasta ucraino naturalizzato russo.

## Palmarès

### Olimpiadi
- 1 medaglia:
  - 1 argento (Rio de Janeiro 2016 a squadre[1])

### Mondiali
- medaglia:
  - 1 argento (Doha 2018 a squadre)

### Europei
- 4 medaglie:
  - 3 ori (Sofia 2014 a squadre[1]; Berna 2016 a squadre[1]; Glasgow 2018 a squadre)
  - 2 bronzi (Milano 2009 nella sbarra[2]; Berlino 2011 nell'all-around[2])

### Giochi europei
- 1 medaglia:
  - 1 oro (Baku 2015 a squadre[1])

### Universiadi
- 5 medaglie:
  - 4 ori (Shenzhen 2011 nell'all-around[2]; Kazan 2013 a squadre[1]; Kazan 2013 nell'all-around[1]; Kazan 2013 nel cavallo con maniglie[1])
  - 1 argento (Shenzhen 2011 nella sbarra[2])